# Women’s Premier Soccer League
Die Women’s Premier Soccer League, häufig abgekürzt als WPSL, ist ein US-amerikanischer Fußballwettbewerb im Frauenfußball.

## Hintergrund und Geschichte
Die Women’s Premier Soccer League wurde 1998 von der United States Adult Soccer Association (USASA) ins Leben gerufen. In ihr wird eine in verschiedenen regionalen Staffeln, sogenannte Conferences, aufgeteilte Meisterschaft ausgespielt. Im Anschluss an eine auf den regionalen Bereich beschränkte reguläre Spielzeit finden zunächst überregionale und dann bundesweite Play-offs statt, in denen der Meister auf Gesamt-US-Ebene ermittelt wird.
Da neben professionellen und semi-professionellen Mannschaften auch Amateurteams antreten, gilt die WPSL-Meisterschaft grundsätzlich als zweithöchste Spielklasse in den USA. In den Unterbrechungen, in denen nach dem Zusammenbruch bzw. der Auflösung der Meisterschaften der Women’s United Soccer Association (WUSA) sowie der Women’s Professional Soccer (WPS) war sie zeitweise die höchste Spielklasse, was 2012 in der Gründung der Women’s Premier Soccer League Elite mündete. Diese neue Spielklasse, die oberhalb der eigentlichen WPSL-Meisterschaft angesiedelt war und einen Teil der bis dato dort vertretenen Mannschaften beinhaltete, wurde nach der Ende 2012 erfolgten Gründung der National Women’s Soccer League nach nur einer Spielzeit wieder eingestellt. Seither ist erneut die WPSL die zweithöchste Spielklasse im US-Frauenfußball und die höchste Spielklasse der USASA.
2003 initiierte die USASA eine analoge Männermeisterschaft, die seither in der National Premier Soccer League ausgespielt wird. Diese ist in der Hierarchie des US-Ligamännerfußballs auf dem vierten Spielniveau angesiedelt.